# Thomas Barbour
Thomas Barbour (Martha's Vineyard, Massachusetts, 19 d'agost de 1884 − Boston, 8 de gener de 1946) va ser un naturalista, herpetòleg i ornitòleg estatunidenc.
Des del 1927 fins al 1946 va ser el director del Museu de Zoologia Comparativa fundat el 1859 per Louis Agassiz a la Universitat Harvard a  Cambridge, Massachusetts.
Va ser el major de quatre germans, va néixer el 1884, fill del Coronel William Barbour, i de Julia Adelaide Sprague. El seu pare va ser fundador i president de The Linen Thread Company, Inc, una reeixida empresa de fabricació de fils amb negocis en els Estats Units, Irlanda, i Escòcia. Encara que va néixer a Martha's Vineyard, Massachusetts, on la família estava passant l'estiu, Barbour va créixer a  Monmouth, Nova Jersey, on un els seus germans més joves, William Warren Barbour, va entrar en l'arena política, convertint-se dues vegades en senador dels Estats Units per Nova Jersey, del 1931 al 1937 i del 1938 al 1943.
Als quinze anys, Thomas Barbour va ser portat a fer una visita a la Universitat Harvard, que va començar pel Museu de Zoologia Comparativa, al que després assistiria. A Harvard, va estudiar sota la guia d'Alexander Agassiz, fill de Louis Agassiz. Havent rebut els seus títols de llicenciat, de Màster i de Doctor d'aquesta universitat, Barbour es va unir a la facultat el 1911 quan la seva tesi doctoral va ser publicada, i va prendre posició del càrrec de curador de rèptils i amfibis al Museu de Zoologia Comparativa. Eventualment es va convertir en el professor "Alexander Agassiz" de Zoologia i, el 1927, en director del museu. Encara interessat primerament en rèptils i amfibis, també va estudiar aus i  insectes, particularment papallones. Els seus interessos biològics, però, estaven notòriament diversificats, tant que va ser considerat un dels últims supervivents de la seva espècie: un  naturalista.
Els seus viatges científics el van portar a través de l'Àfrica, l'Àsia, l'Amèrica del Nord, l'Amèrica del Sud, i l'Amèrica Central, entre altres regions.
Particularment va gaudir de Panamà, Costa Rica, i Cuba, la que va visitar per llargues temporades en almenys en trenta ocasions des del 1908, generalment quedant-se al Jardí Botànic de Cienfuegos a la part sud de Cuba (Cienfuegos).
En el seu llibre, Naturalist in Cuba, Barbour escriu: "Sospito que sóc l'únic naturalista nord-americà que ha visitat totes les parts de l'illa una vegada i una altra, de manera que no només sóc un cubà per adopció, sinó un devot amic de la seva terra i del seu poble".
Addicionalment a les esperables discussions científiques de la flora i la fauna de l'illa, Barbour proveeix una descripció de la societat i la cultura cubanes.
El 1923 i el 1924 va ser un dels científics i benefactors financers que va fundar el Laboratori de l'Illa Barro Colorado de Panamà, locació del Smithsonian Tropical Research Institute. L'illa, originalment el cim d'una muntanya, està situada al mig del llac Gatún, que va ser creat quan el riu Chagres va ser represada durant el projecte de construcció del Canal de Panamà.
A més de molt més que 400 articles acadèmics Barbour va escriure diversos llibres, inclosos els autobiogràfics Naturalist at Large (1945) (= Naturalista en tot el sentit), Naturalist in Cuba (1945) (= Naturalista a Cuba), i That Vanishing Eden (1944) (= Aquest Edèn que desapareix) el qual explora el món natural d'una remota i subdesenvolupada Florida.
El 1906 Barbour es va casar amb Rosamund Pierce de Brookline, MA. Una lluna de mel de dos anys els va portar a través dels remots paratges de les Índies Orientals Holandeses, Índia, Birmània, Java, Xina, i Nova Guinea amb l'esposa de Barbour ajudar a fotografiar animals i recol·lectar espècimens. De la seva unió van resultar sis fills i onze nets. La casa familiar va estar a Clarendon Street de Back Bay, Boston, i passaven els estius a Beverly Farms, Massachusetts. Després d'una breu malaltia, Thomas Barbour, que havia patit durant molt de temps afeccions del cor, va morir el 1946.